# 比爾西希河
47°33′37″N 7°35′17″E / 47.56028°N 7.58806°E

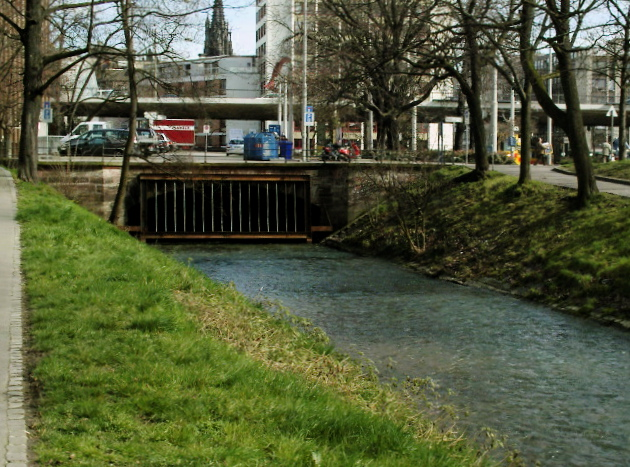

比爾西希河是中歐的河流，屬於萊茵河的支流，流經法國東部和瑞士北部，河口處位於巴塞爾，河道全長21公里，集水區面積82平方公里。

## 外部連結
- Photography of the Birsig kloak （页面存档备份，存于）
- http://www.geoportail.fr （页面存档备份，存于）